# 路爾斯·高柏拿
路爾斯·丹尼爾·高柏拿·奧維度（Luis Daniel Cupla Oviedo，1977年1月5日—），是烏拉圭的足球運動員，司職中場，2009-10年球季，他重投美洲太陽。